# Lubuski Teatr w Zielonej Górze
Lubuski Teatr – teatr dramatyczny w Zielonej Górze założony w 1951. W latach 1964–2019 patronem placówki pozostawał Leon Kruczkowski.

## Historia budynku
Budynek powstał na początku 1931 jako Miejska Hala Koncertowo-Widowiskowa (niem. Stadthalle), a jej użytkowanie zainaugurowano 1 kwietnia 1931 wystawieniem opery „Madame Butterfly”. Projekt obiektu jest dziełem berlińskiego architekta Oskara Kaufmanna (1873-1956), wywodzącego się z rodziny węgierskich Żydów, twórcy tzw. Volksbühne. Był obiektem wielofunkcyjnym, przystosowanym do wystawiania dzieł zarówno dramatycznych, muzycznych, baletowych, a także oper i wyświetlania filmów. Utrzymywał się dzięki dotacjom z budżetu miasta oraz wpływom z działalności kinowej. Tuż po inauguracji odbyła się pierwsza projekcja dźwiękowego filmu, produkcji amerykańskiej w reżyserii Waltera Futtera, pt. "Africa Speaks" (Afryka mówi).
Po przebudowie w czasach powojennych jego rolę zredukowano tylko do funkcji teatru.
Budynek teatru wpisany jest do rejestru zabytków pod nr rej. L-296/A z 5 września 2008 r.

## Teatr
Do początku lat 40. w teatrze wystawiano tylko liczące się przedstawienia dramatyczne i muzyczne, bazowano na teatrach z Berlina, Głogowa, Zgorzelca i Wrocławia. Po II wojnie światowej na krótko teatr otwarto w 1945 roku, po czym został on zamknięty na sześć lat. W roku 1951 zaczął działać Miejski Teatr Zielonogórski, w którym występowały przede wszystkim dwa zespoły – „Teatr Kolejarza” i „Nowa Reduta”. Uroczyste otwarcie nastąpiło 24 listopada 1951 sztuką Zemsta Aleksandra Fredry. 18 grudnia 1964 Państwowy Teatr Ziemi Lubuskiej zaczął funkcjonować jako Lubuski Teatr im. Leona Kruczkowskiego. 19 lutego 2019, w ramach dekomunizacji, autor dramatu Niemcy przestał być patronem instytucji.

## Opera
Działalność operową rozpoczęto wystawieniem 1 kwietnia 1931 Madame Butterfly. Wystawił ją wrocławski teatr operowy, tytułową partię śpiewała wrocławianka Lydia Pfieffer-Clomb. Opery wystawiały teatry operowe z Berlina, Wrocławia, Drezna itp. Po wojnie wielofunkcyjną salę przebudowano do roli zwykłego teatru, m.in. mocno redukując liczbę miejsc na widowni (z 725 do 385), oraz pozbywając się potrzebnego dla scen operowych orkiestronu.

## Dyrektorzy
- 1951: Róża Gella-Czerska
- Halina Lubicz
- 1998-2007: dr Andrzej Buck
- 2007- Robert Czechowski

## Odznaczenia
- 2017: "Biznes wrażliwy społecznie"[6]
- 2017: Odznaka Honorowa „Za zasługi dla województwa lubuskiego”[7]